# دریاچه بریر

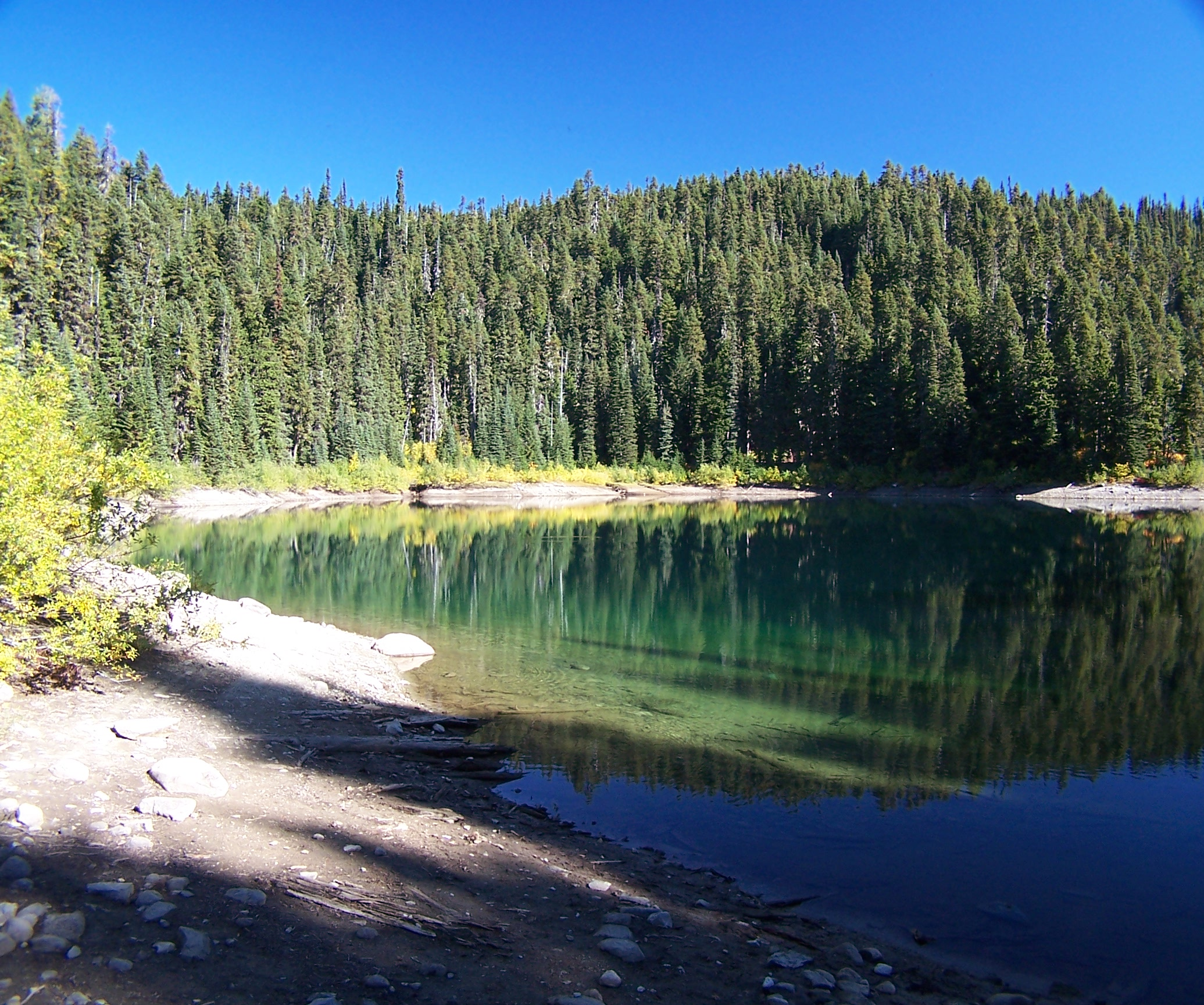
دریاچه بریر در غرب کانادا

دریاچه بَریِر (Barrier Lake) نام دریاچه ای است در ایالت آلبرتا در کانادا.
دریاچه بریر برای ایجاد نیروی برق روی رودخانه کاناناسکیس ساخته شده است.
پیرامون دریاچه راه‌های زیادی برای کوهنوردی ایجاد شده است. از دریاچه گهگاه برای اسکی روی آب نیز استفاده می‌شود.